# Mormodes rodriguesiana
Mormodes rodriguesiana är en orkidéart som beskrevs av Gerardo A. Salazar. Mormodes rodriguesiana ingår i släktet Mormodes och familjen orkidéer. Inga underarter finns listade i Catalogue of Life.